# Ictiobus labiosus
Ictiobus labiosus és una espècie de peix de la família dels catostòmids i de l'ordre dels cipriniformes.

## Hàbitat
És un peix d'aigua dolça i de clima tropical.

## Distribució geogràfica
Es troba a Mèxic.